# Corinthian Bowl
De Corinthian Bowl was een Zweedse voetbalcompetitie die in 1906 werd gestart en liep tot 1913. De naam van de competitie komt van de legendarische Engelse voetbalclub Corinthians FC die in 1904 een bezoek brachten aan het land. Örgryte is de grote overwinnaar met 7 van de 8 titels.

## Finales
| Season | Winners            | Runners-up     |
| ------ | ------------------ | -------------- |
| 1906   | Örgryte IS (1)     | IFK Stockholm  |
| 1907   | Örgryte IS (2)     | IFK Stockholm  |
| 1908   | Örgryte IS (3)     | Djurgårdens IF |
| 1909   | Örgryte IS (4)     | IFK Uppsala    |
| 1910   | Djurgårdens IF (1) | Örgryte IS     |
| 1911   | Örgryte IS (5)     | Djurgårdens IF |
| 1912   | Örgryte IS (6)     | AIK            |
| 1913   | Örgryte IS (7)     | AIK            |